# Mélnik
Mélnik (en búlgaro: Мѐлник, griego: Μελένικο, Meléniko) es una ciudad búlgara perteneciente al municipio de Sandanski de la provincia de Blagóevgrad.
Se ubica en el suroeste del país, en el suroeste de las montañas de Pirin, a unos 437 metros sobre el nivel del mar. La ciudad es una reserva arquitectónica y 96 de sus construcciones son monumentos culturales. Con una población de 385 habitantes, es la ciudad más pequeña de Bulgaria, manteniendo su condición de ciudad hoy en día por razones históricas.